# SLC25A24
SLC25A24‏ (Solute carrier family 34 member 1) هوَ بروتين يُشَفر بواسطة جين SLC25A24 في الإنسان.